# Thomas A. Chalmers
Thomas A. Chalmers (1905 – 7. března 1976 Southport) byl anglický jaderný fyzik a chemik.
V roce 1927 úspěšně absolvoval Londýnskou univerzitu (s titulem B.Sc.), poté pracoval v National Physical Laboratory. Doktorát získal v londýnské Svatobartolomějské nemocnici pod vedením profesora F. L. Hopwooda. Ten byl vedoucím oddělení fyziky v nemocnici a na začátku roku 1934 a povolil maďarskému jadernému fyzikovi Leo Szilárdovi pokusy s radionuklidy po dobu letních prázdnin; jako pomocná vědecká síla mu byl přidělen právě Chalmers. Následně spolu v září téhož roku popsali tzv. Szilárd-Chalmersovu reakci pro separaci radioizotopů, později v praxi široce používanou metodu. V 50. letech pak Chalmers působil na Liverpoolské univerzitě. V roce 1963 skládal ve Skotsku zkoušky v rámci čtyřletého lékařského kurzu.
Thomas A. Chalmers náhle zemřel 7. března 1976 ve svém domě v Southportu ve věku 71 let.